# 청명고등학교
청명고등학교(淸明高等學校)는 대한민국 경기도 수원시 영통구 영통동에 있는 공립 고등학교이다.

## 학교 연혁
- 1998년 1월 15일 : 청명고등학교 설립 인가(36학급)
- 1998년 3월 1일 : 초대 윤석중 교장 취임
- 1998년 3월 1일 : 제1회 신입생 입학식(623명)
- 2011년 4월 8일 : 교육과학기술부 지정 창의경영학교 운영
- 2011년 10월 28일 : 학생인권시범학교 연구학교 운영 및 보고회
- 2013년 9월 13일 : 기초튼튼행복학교 선정(경기도교육청)
- 2014년 12월 31일 : 2014학생맞춤형 학력향상프로그램운영으로 기초학력 향상에 기여
- 2015년 12월 8일 : 청명고 탁구부 창단
- 2022년 9월 1일 : 제9대 이승준 교장 취임
- 2023년 1월 3일 : 제23회 졸업식(313명)
- 2023년 3월 2일 : 제26회 입학식(360명)

## 참고 자료
- 청명고등학교 - 한국교육학술정보원 학교알리미